# 대한방송

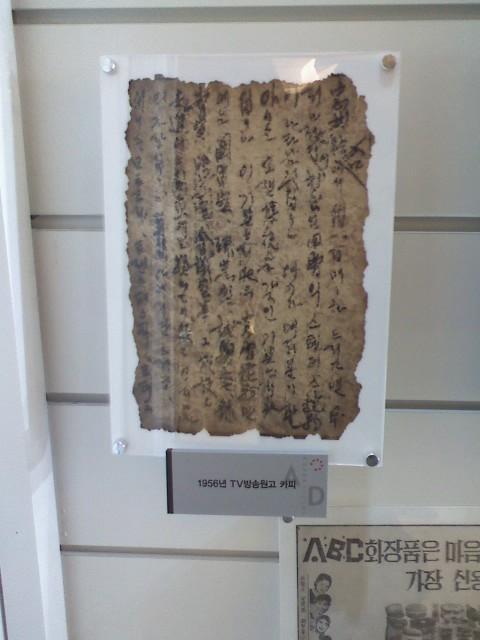
KORCAD-TV 드라마 대본(방송 원고)일부

대한방송(大韓放送, Daehan Broadcasting Corporation; DBC, 호출부호: HLKZ-TV)은 대한민국 최초의 텔레비전 방송국으로서, 한국 RCA(KORCAD)가 황태영이 운영됐던 1956년 5월 12일에 설립하였으며, 설립 당시에는 KORCAD-TV라고 불렸다. 사옥은 서울특별시 종로구 관철동 동일빌딩에 있었다.
대한민국 최초의 TV방송국이자 1959년에 문을 연 최초의 상업 라디오방송국인 부산문화방송보다 3년이나 앞서 개국하여 대한민국 최초로 광고방송을 실시한 제1호 상업방송국이기도 하다. 1959년 2월 2일에 일어난 화재로 인하여 사옥 내의 모든 방송 장비가 소실되었다. 1961년 10월 15일을 기해 한국 TV 방송의 최초라는 명예만 지닌 채 방송을 중단하고 권리를 국영 서울텔레비전방송국(현 KBS 1TV)으로 넘겼다. 그 당시에 수상기 보급률의 저조, 주 수익인 TV 광고에 대한 인식 부족, 협소한 광고시장 등으로 성공하지 못했다는 평가도 있다.

## 연혁
- 1956년 5월 12일 한미 합작으로 설립, 개국식과 동시에 시험방송을 하였으며, 호출부호 HLKZ-TV, 영상 출력 100W, 채널 9로 방송을 시작하였다. 이는 세계에서 15번째의 TV 방송국이었으며 아시아에서는 일본, 태국, 필리핀에 이어 4번째였다. 이날 첫 TV광고는 영창산업의 깨지지 않는 유니버샬 레코드였다.
- 1957년 5월 12일 운영난으로 5월 한국일보 산하의 대한방송주식회사(DBC)가 운영권을 인수하였다.
- 1959년 2월 2일 새벽에 원인을 모를 화재로 사옥 내의 모든 방송 장비가 소실되었다. 이로 인해 방송이 중단되었다. (원인은 전기과열이었는데, 당시 신고를 늦게 한 탓에 모두 소실 되었으며, 결론은 퓨즈가 직접 탄 것으로 보아 그 옆에 있는 난로에 의해 탄 것으로 추정된다.)
- 1959년 3월 1일 미군방송인 AFKN-TV와 USIS의 지원으로, 매일밤 30분씩 AFKN-TV의 채널을 통해 방송이 송출되었다.
- 1961년 10월 15일 한국 TV방송의 최초라는 명예만 지닌 채 방송을 중단하여 채널 9는 국영 서울텔레비전방송국(KBS-TV)으로 회수 조치되었다.
  - 구 HLKZ-TV 직원들은 그 대부분이 1961년 12월 31일에 개국한 국영 KBS-TV로 자리를 옮겨 본격적인 텔레비전 시대 개막의 발판을 마련했고, 일부는 한국방송공사를 거쳐 민간 텔레비전 방송국인 동양방송 텔레비전(1964년 12월 7일 개국. DTV였으나 이후 TBC로 바꿈.)이나 MBC TV(문화방송 텔레비전. 1969년 8월 8일 개국.)의 창설에 참여하기도 했다.

## 관련 인물
- 김봉구 - 공채 아나운서
- 최창봉 - 공채 프로듀서